# Michele Campione

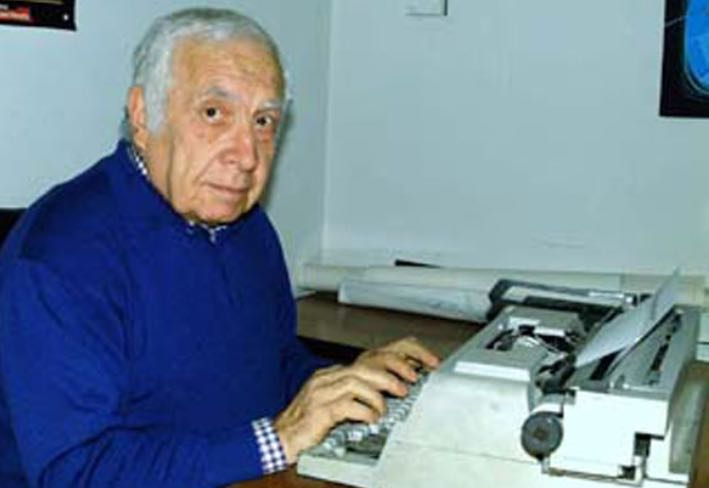
Foto del giornalista Michele Campione nel 1999.

Michele Campione (Bari, 29 febbraio 1928 – Roma, 1º luglio 2003) è stato un giornalista, scrittore e critico d'arte italiano.

## Biografia
È stato corrispondente dei quotidiani “Avvenire” e “Il Messaggero”, editorialista del “Corriere del Giorno”, di Taranto, e tra i fondatori del quotidiano “La Calabria”, a Cosenza, nel 1956.
In prima persona ha vissuto l'arrivo a Bari degli Alleati, periodo al quale ha dedicato il romanzo Ehi Joe. Gli alleati a Bari tra cronaca e romanzo, con cover (1 ediz.) del pittore Manlio Chieppa.
Giornalista professionista dall'ottobre del 1959, è stato un decano del giornalismo pugliese, testimone di anni cruciali per la Puglia e tra i protagonisti della rinascita del giornalismo all'indomani del fascismo.
Ha svolto tutta la sua carriera professionale, da praticante a direttore di sede Regionale, con anche l'incarico di Vice Direttore di Testata Giornalistica Nazionale, presso la Rai Radiotelevisione Italiana, sede della Puglia.
Autore di inchieste televisive sulla questione meridionale e sulla cultura del Mezzogiorno, ha dedicato grande attenzione al fenomeno del brigantaggio, sul quale ha scritto per il teatro C'era una volta un contadino del Sud, in collaborazione con l'attore e regista Vito Signorile, rappresentata a Bari ed a Torino, e l’Ode per un brigante, con prefazione di Raffaele Nigro e saggio critico di Pietro Magno.
Autore anche di opere di letteratura per ragazzi, ha ricevuto numerosi riconoscimenti quali il Premio Nazionale di Letteratura per Ragazzi di Cento(Ferrara), il Premio Nazionale “Valle dei Trulli”, il Premio Nazionale di Letteratura per l'Infanzia di Bitritto (Bari).
Oltre che giornalista e scrittore è stato poeta e critico d'arte, attento osservatore del panorama artistico pugliese, tra coloro che hanno costruito una tradizione di critica pittorica che a Bari e in Puglia non esisteva, instaurando intese e rapporti artistici e umani con numerosi pittori tra i quali Manlio Chieppa, Michele Damiani, Carlo Fusca, Benito Gallomaresca, Adolfo Grassi, Massimo Nardi Matteo Masiello, Enzo Morelli, Francesco Speranza.
Per ricordarlo l'Ordine dei Giornalisti di Puglia, sin dal 2004, ha istituito il Premio annuale “Giornalista di Puglia – Michele Campione”, in collaborazione con la Regione Puglia, la Provincia e il Comune di Bari, l'Università degli Studi di Bari e la Diocesi di Bari- Bitonto (Ufficio per le Comunicazioni Sociali). A Michele Campione giornalista sono dedicate la sala Stampa del nuovo palazzo della Regione Puglia ed un giardino pubblico con accesso da via Edmondo Caccuri e da via Nicola Angelini a Bari nel quartiere Poggiofranco.

## Opere
- I pugliesi non esistono (1960, Edizioni Corriere del Giorno);
- Ehi Joe. Gli alleati a Bari tra cronaca e romanzo (1987, Levante editore), vincitore del Premio Nazionale “Marina di Palese”;
- Oltre la notizia (1988, Ecumenica editrice).
- Le ragioni della storia (1983, Schena editore);
- Vita e morte di Hunk il capodoglio (1991, Schena editore), vincitore del Premio Nazionale di Letteratura per Ragazzi di Cento (Ferrara) e del Premio Nazionale di Letteratura per l'Infanzia di Bitritto;
- Il guardiano della sinagoga (1999, Schena editore), vincitore del Premio Nazionale “Valle dei Trulli” anno 2000;
- Storia di mare e di morte (2003, Schena editore);
- Ode per un brigante, nella collana Polimnia, con saggio critico di Pietro Magno (2004 Schena editore).
- Più forti della non speranza. Poesie 1948 – 2003 (2011 Gelsorosso editore), con contributi di Michele Damiani, Raffaele Nigro, Vito Signorile.
- La voce dei colori. Recensioni ad artisti (2013 Gelsorosso editore), artisti : Carlo Fusca, Remo Brindisi, Massimo Nardi, Guido Prajer, Tony Prajer, Raffaele Spizzico, Ennio Maccari... Raffaele Nigro